# چوخانلی، سالیان
چوخانلی (به انگلیسی: Çuxanlı) یک روستا و دهکده در شهرستان سالیان در جمهوری آذربایجان است. جمعیت این روستا ۱۹۰۱ نفر است. این روستا متشکل از دو روستا چوخانلی و کیریخ چیراخ است.